# جيمي باول (مغني)
جيمي باول (بالإنجليزية: Jimmy Powell)‏ هو مغني بريطاني، ولد في 3 أكتوبر 1942، وتوفي في 13 مايو 2016.